# 艾马尔·奥罗斯
艾马尔·奥罗斯·瓦尔特（西班牙語：Aimar Oroz Huarte，2001年11月27日—），西班牙男子足球运动员。他曾代表西班牙国奥队参加2024年夏季奥林匹克运动会男子足球比赛，获得一枚金牌。